# Can Missert
Can Missert és un jaciment arqueològic i paleontològic que es troba al municipi de Terrassa (Vallès Occidental), inclòs a l'Inventari del Patrimoni Arqueològic i Paleontològic de Catalunya.
El jaciment arqueològic, descobert a principis del segle xx, correspon a l'edat del bronze, amb la cultura dels camps d'urnes, entre 1000 i 800 aC, mentre que el paleontològic data del Miocè mitjà.

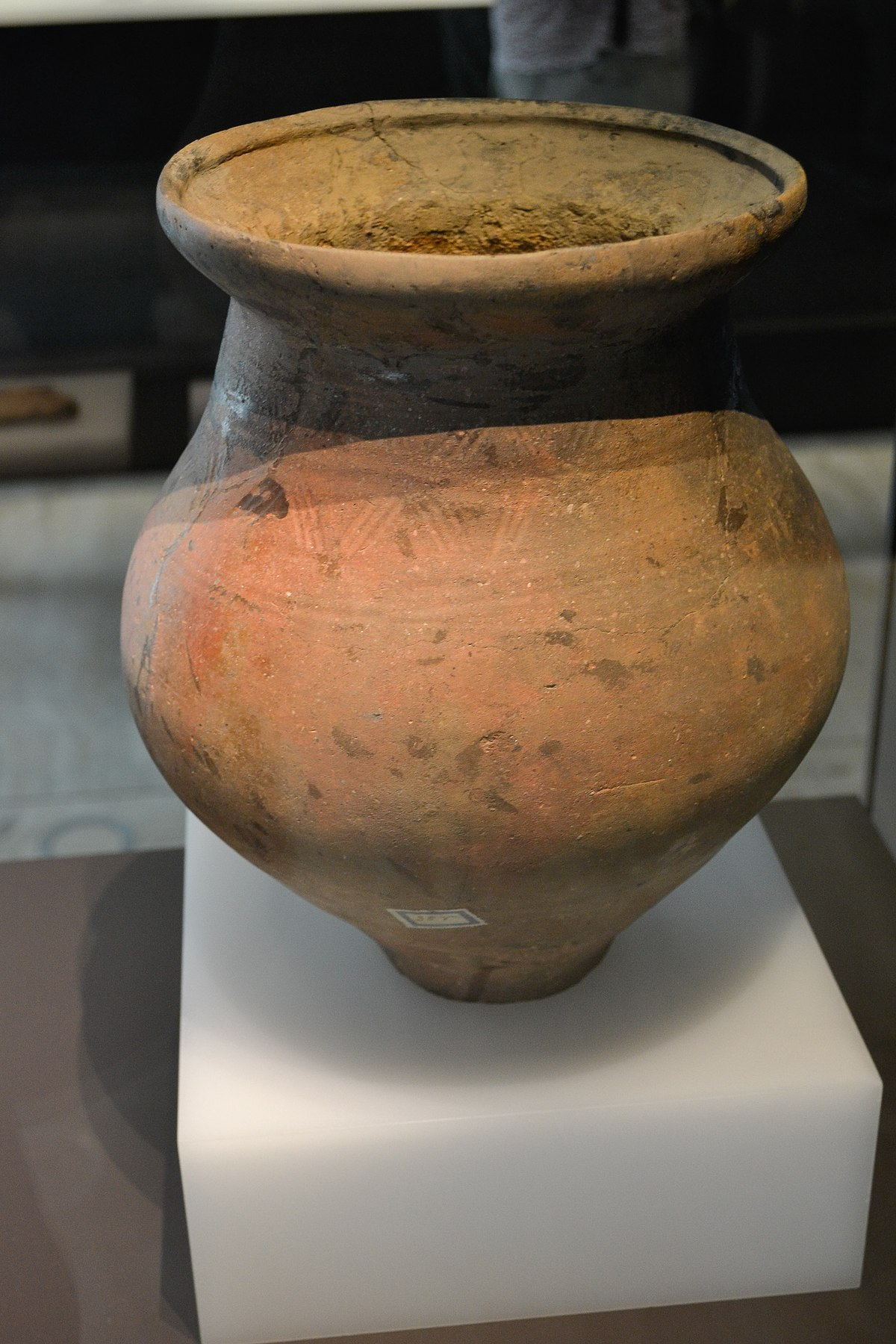
Urna de la necròpolis de Can Missert

## Descobriment

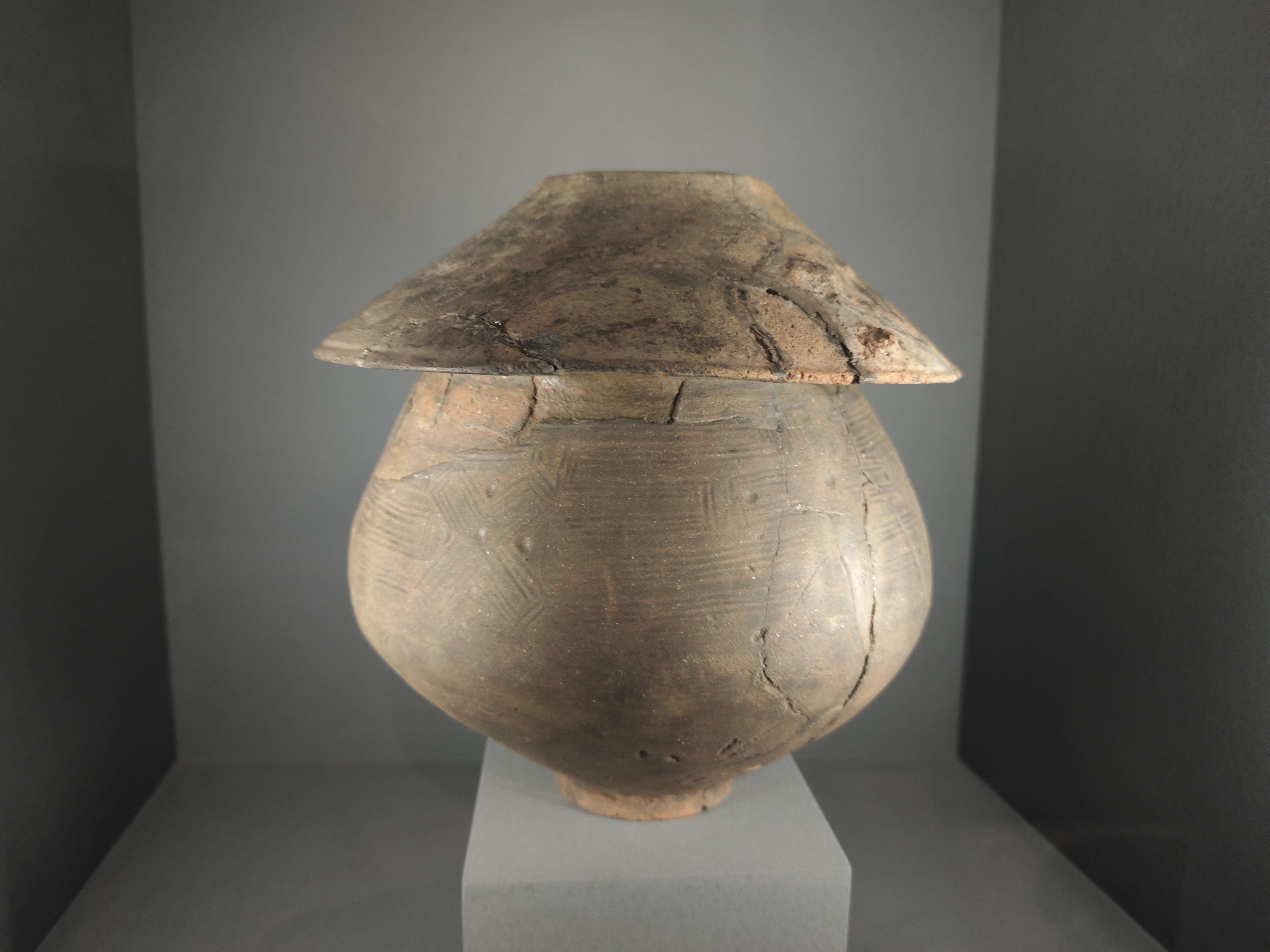
MAC-BCN17936, 10935 Conjunt funerari d'urna i tapadora. s. X-IX aC. Ceràmica. Can Missert, tomba 11 (Terrassa)

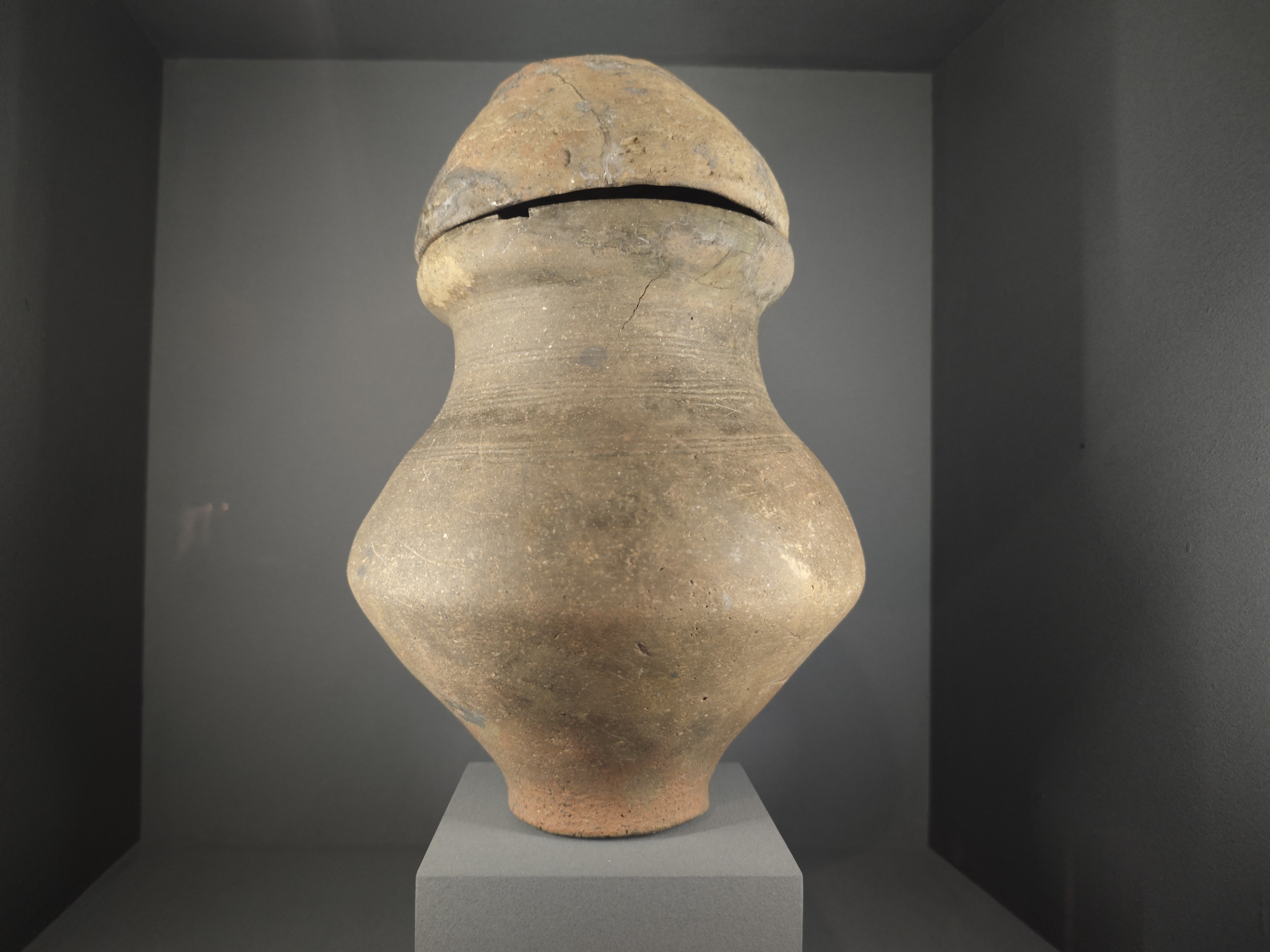
MAC-BCN10929, 10928 Conjunt funerari d'urna i tapadora. s. X-IX aC. Ceràmica. Can Missert, tomba 12 (Terrassa)

Aquesta necròpolis va ser descoberta pel propietari dels terrenys, J. Barata, encara que, va ser a l’any 1916 quan s'hi van dur a terme les excavacions arqueològiques sistemàtiques, on s'hi va poder recuperar la part de la necròpolis que no va ser afectada per la carretera. Aquests treballs van ser dirigits per P. Bosch Gimpera i J. Colominas i Roca, els materials recollits es troben al Museu Arqueològic de la Diputació de Barcelona.

## Excavació del 1916
A l'excavació feta el gener del 1916 s'hi van poder trobar 48 urnes, quatre en el costat nord de la carretera i les restants al costat sud. Es va dur a terme un estudi detallat de l'excavació i de les troballes amb els resultats més importants.

### Troballes
- Els sepulcres consistien en senzills forats a terra on es dipositaven les urnes que contenien les cendres del difunt, aquestes eren acompanyades per ofrenes. Les urnes es trobaven tapades per un plat fondo o bé, amb una pedra irregular, generalment pissarra. Segons els arqueòlegs les urnes estaven enterrades aproximadament entre 0,5 i 1,20 metres de profunditat a partir del sòl. Aquestes, no estaven agrupades regularment i a poca distància de l’urna es trobaven vasos petits contenint terra o una petita quantitat de cendres.

A part de les urnes tapadores i de fragments de ceràmica, també s'hi ha trobat a diferents nivells de l'excavació i sense relació amb determinats sepulcres, un anell i tres fragments d’un altre, fets amb una planxeta molt prima de bronze i un punxó d’os. Aquest anell i els fragments van sortir dels fragments d’una urna, podent suposar que hauria estat a dins d’aquesta al igual que el punxó.

## La cultura dels camps d'urnes
Els «camps d'urnes», que serveixen per a denominar aquesta cultura, són cementiris que desenvoquen de la pràctica funerària de cremació del cadàver en una pira i, posteriorment, dipositar els seus ossos cremats i cendra en una urna ceràmica i enterrar-la al costat d'altres elements ceràmics i metàl·lics com a ofrenes o dipòsit funerari. Al costat del tipus bàsic d'enterrament, el clot, com el que contenia l'urna objecte del nostre interès, van existir altres tipus de tombes més complexes.
En la Península, on aquesta cultura tindrà un fort impacte des de 1300 aC, aproximadament, es va expandir per les actuals Comunitats Autònomes de Catalunya, Aragó, sud de Navarra, zones orientals de Castella i Lleó i de Castella-la Manxa. La presència d'aquesta cultura en la Península correspondria a un procés, tant d’expansió de poblacions centreeuropees des de l'exterior que colonitzen noves àrees, com al procés de relaciones culturals, interacció, en un terme més tècnic, con les poblacions locals que donen lloc a formes culturals de tipus híbrid, tot això basat tant en l'adopció de noves creences religioses, com d'un sistema agropecuari més efectiu.
L'aspecte més conegut d'aquesta cultura és el funerari. Les seves necròpolis i els camps d'urnes són molt peculiars, com és el cas de Can Missert, igual que el nou ritu funerari que s'introdueix en la Península, la cremació. Hi ha molta informació respecte el sorgiment i el significat del ritu de la cremació, esdevingut en la plana hongaresa i el sud d'Alemanya cap al 1300 aC, però la seva ràpida extensió, explicable només en part por l'expansió de grups humans des d'aquesta regió, ens indica que alguna cosa més ha de haver darrere de la seva ràpida expansió por bona part d'Europa.